# Deskriptiv lingvistik
Deskriptiv lingvistik eller beskrivande språkvetenskap är den gren av lingvistiken som analyserar och beskriver hur språk faktiskt används eller har använts. Den deskriptiva lingvistiken tenderar att prioritera det talade språket och studerar det huvudsakligen fokuserat på en relativt kort tidsperiod, i ett synkront perspektiv. Ofta ställs den deskriptiva lingvistiken i motsats till den normativa eller preskriptiva lingvistiken.
Den rådande paradigmen inom deskriptiv lingvistik tog sin början i och med strukturalismen i Leonard Bloomfields tappning.

## Några deskriptiva lingvister
- Edward Sapir
- RMW Dixon
- Bernard Comrie
- Larry Trask
- William Croft